# 코리델 엔터테인먼트의 음반
이 문서는 코리델 엔터테인먼트에서 발매한 음반 목록이다.

## 2010년대
- 2015년 6월 27일 플레이백 - [Digital Single] Playback
- 2015년 9월 2일 플레이백 - [Digital Single] 없을까
- 2016년 1월 20일 제프 버넷 - In The Meantime
- 2016년 5월 17일 제시카 - With Love,J
- 2016년 12월 10일 제시카 - Wonderland
- 2017년 4월 18일 제시카 - [Digital Single] 봄이라서 그래
- 2017년 5월 24일 제프 버넷 - Afterwords
- 2017년 6월 4일 제프 버넷 - [Digital Single] 다라다 (Da Ra Da)[1]
- 2017년 6월 9일 마은진 - [Digital Single] I Understand
- 2017년 7월 21일 제시카 - Wonderland NHR Remix
- 2017년 8월 9일 제시카 - My Decade[2]
- 2017년 9월 6일 마은진 - 병원선 OST Part.2
- 2017년 10월 20일 플레이백 - [Digital Single] 말하지 못한 이야기
- 2017년 10월 27일 플레이백 - [Digital Single] 말해줘
- 2017년 10월 29일 플레이백 - [Digital Single] 믹스나인 Part.1
- 2017년 11월 19일 플레이백 - [Digital Single] 믹스나인 Part.3
- 2017년 11월 24일 마은진 - 라라 (Live Again,Love Again) OST Part.1[3]
- 2018년 1월 7일 이하영 - [Digital Single] 믹스나인 Part.4
- 2018년 1월 27일 이하영 - [Digital Single] 믹스나인 Part.6
- 2018년 12월 14일 제시카 - [Digital Single] One More Christmas
- 2019년 3월 28일 황우림 - 온더캠퍼스 OST Part.2
- 2019년 7월 23일 케빈 - [Digital Single] Beautiful Day
- 2019년 9월 26일 제시카 - [Digital Single] 잠들기 전 전화해

## 2020년대
- 2020년 1월 25일 마은진 - 터치 OST Part.2[4]
- 2020년 4월 20일 제프 버넷 - [Digital Single] Bored
- 2021년 8월 27일 제시카 - US로드트립 OST Part.1
- 2021년 11월 8일 제시카 - US로드트립 OST Part.2
- 2021년 11월 17일 제시카 - US로드트립 OST Part.3
- 2023년 11월 22일 제시카 - BEEP BEEP